# Élection présidentielle portugaise de 2021
L’élection présidentielle portugaise de 2021 (en portugais : Eleições presidenciais portuguesas de 2021), dixième élection présidentielle depuis la révolution des Œillets, se tient le 24 janvier 2021 au Portugal afin d'élire le président de la République pour un mandat de cinq ans.
Élu pour un premier quinquennat en 2016 dès le premier tour, le président sortant Marcelo Rebelo de Sousa, issu du Parti social-démocrate, est rééligible pour un second mandat. Depuis 2015, le Portugal est dirigé par un gouvernement minoritaire du Parti socialiste conduit par António Costa.
Donné largement favori, Marcelo Rebelo de Sousa remporte sans surprise l'élection dès le premier tour.

## Contexte
Marcelo Rebelo de Sousa, président sortant, a été élu au premier tour de scrutin en 2016 avec 52% des voix. Son entrée en fonction a lieu le 9 mars 2016 devant l'Assemblée de la République.

## Modalités
Le président de la République portugaise est élu au scrutin uninominal majoritaire à deux tours pour un mandat de cinq ans, renouvelable une seule fois. Est élu le candidat ayant obtenu la majorité absolue des suffrages exprimés au premier tour. À défaut, un second tour est organisé deux semaines plus tard entre les deux candidats ayant obtenu le plus grand nombre de votes, et celui qui arrive en tête est déclaré élu. Depuis la révolution des Œillets, en 1974, seule l'élection de 1986 s'est jouée au second tour, entre le socialiste Mário Soares, qui l'a finalement emporté, et le démocrate-chrétien Diogo Freitas do Amaral. 
Tout candidat doit disposer d'au moins 7500 parrainages de citoyens inscrits sur les listes électorales, dont la validité est contrôlée par le Tribunal constitutionnel, et soumettre sa candidature au plus tard un mois avant la tenue du premier tour. L'élection de 2016 fut celle comportant le plus grand nombre de candidatures, ce dernier s'élevant alors à 10.

## Candidats

### Candidatures retenues
Les candidatures suivantes ont été retenues par le Tribunal constitutionnel dans une décision du 30 décembre 2020. Elles sont ici classées dans leur ordre d'apparition sur les bulletins de vote.
| Candidat (nom et âge) et parti politique                         | Candidat (nom et âge) et parti politique | Candidat (nom et âge) et parti politique | Principales fonctions politiques lors de la campagne                                                     | Commentaires | Soutiens |
| ---------------------------------------------------------------- | ---------------------------------------- | ---------------------------------------- | --- | --- | -------- |
| Marisa Matias (44 ans) Bloc de gauche                            | Marisa Matias                            |                                          | Députée européenne (depuis 2009)                                                                         | Sociologue, élue députée européenne à trois reprises depuis 2009, elle participe à l'élection présidentielle de 2016, arrivant en 3e position. Elle annonce sa candidature le 5 septembre 2020. | BE MAS   |
| Marcelo Rebelo de Sousa (72 ans) Sans étiquette                  |                                          |                                          | Président de la République (depuis 2016)                                                                 | Président sortant, élu dès le premier tour de l'élection de 2016 avec 51,99 % des suffrages. Ex-membre du PPD/PSD, il officialise sa nouvelle candidature le 7 décembre 2020 après plusieurs mois de spéculation. | PSD CDS  |
| Tiago Mayan Gonçalves (43 ans) Initiative libérale               |                                          |                                          | Conseiller freguesial d'Aldoar, Foz do Douro et Nevogilde (depuis 2017)                                  | Avocat, engagé aux côtés de Rui Moreira lors des élections municipales de 2017 à Porto, il est élu conseiller freguesial d'Aldoar, Foz do Douro et Nevogilde, son premier mandat politique. Il annonce sa candidature le 25 juillet 2020.                                                                                     | IL       |
| André Ventura (38 ans) Chega                                     |                                          |                                          | Président de Chega (depuis 2019) Député pour Lisbonne (depuis 2019)                                      | Commentateur pour CMTV et ex-membre du PPD/PSD, il fonde le parti Chega en 2019 et est élu député pour Lisbonne la même année. Ses positions conservatrices et nationalistes, ainsi que ses propos vis-à-vis de la communauté gitane, ont à plusieurs reprises fait controverse. Il annonce sa candidature le 8 février 2020. | CH       |
| Vitorino Silva "Tino de Rans" (49 ans) Réagir, inclure, recycler |                                          |                                          | Président de Réagir, inclure, recycler (depuis 2019)                                                     | Personnalité médiatique, ex-maire de Rans (entre 1994 et 2002) sous l'étiquette du Parti socialiste, il candidate à l'élection présidentielle de 2016 comme indépendant avant de fonder le parti RIR en 2019. Il annonce sa candidature le 8 septembre 2020.                                                                  | RIR      |
| João Ferreira (42 ans) Parti communiste portugais                | João Ferreira                            |                                          | Vice-président du groupe de la GUE/NGL au Parlement européen (depuis 2019) Député européen (depuis 2009) | Biologiste de formation, il est élu député européen pour le Portugal en 2009, puis réélu à deux reprises avant de devenir vice-président du groupe de la GUE/NGL au Parlement européen en 2019. Sa candidature est officialisée le 12 septembre 2020.                                                                         | PCP PEV  |
| Ana Gomes (66 ans) Parti socialiste                              | Ana Gomes                                |                                          | — | Ancienne diplomate et ex-députée européenne encartée au PS, elle annonce sa candidature le 8 septembre 2020, sans concertation avec la direction de son parti. | PAN L    |

### Candidature rejetée
- Eduardo Baptista (SE), militaire de carrière, entrepreneur[16],[17], candidature rejetée faute d'un nombre de parrainages suffisant[18]

### Candidatures abandonnées
- Paulo Alves (JPP), ex-conseiller municipal, entrepreneur[19]
- Carla Bastos (PS), inspectrice des finances[20]
- Orlando Cruz (SE), chauffeur de taxi retraité[21]
- Gonçalo da Câmara Pereira (PPM), président du PPM, fadiste[22]
- Bruno Fialho (PDR), président du PDR[23]
- Paulo Patinha Antão (SE), chômeur[24]

### Candidatures évoquées
- Miguel Albuquerque (PSD), président du gouvernement régional de Madère, ex-maire de Funchal[25]
- Carlos César (PS), président de parti, ex-président du gouvernement régional des Açores[26]
- Cristina Ferreira (Sans étiquette), animatrice de télévision[S 1]
- Adolfo Mesquita Nunes (CDS), ex-secrétaire d'État au Tourisme, ex-député (a décliné)[27]
- Pedro Santana Lopes (A), président de parti, ex-Premier ministre, ex-maire de Lisbonne[S 2]
- António Sampaio da Nóvoa (Sans étiquette), candidat malheureux à l'élection de 2016, ex-recteur de l'Université de Lisbonne[28]

## Couverture médiatique

### Débats
La répartition des débats entre les trois diffuseurs principaux ayant eu lieu avant le dépôt de la candidature de Vitorino Silva, et dans la mesure où lesdits diffuseurs ne souhaitaient pas bouleverser leur calendrier dans un premier temps, ce dernier a accepté de participer à plusieurs débats du même format sur la chaîne privée Porto Canal.
Le 13 janvier 2021, l'Entité régulatrice de la communication sociale (pt) interdit à Porto Canal d'organiser ses débats sous le format prévu, que l'ERC considère comme « remettant en cause le principe d'égalité de traitement [...] des candidats » du fait de la présence de Tino de Rans lors de chaque débat prévu. Cette décision fait suite à une requête du candidat communiste João Ferreira.
| Date            | Diffuseur           | Ferreira CDU | Matias BE, MAS | Gomes PAN, L | Tino RIR | Mayan IL | Marcelo PSD, CDS | Ventura CH |
| --------------- | ------------------- | ------------ | -------------- | ------------ | -------- | -------- | ---------------- | ---------- |
| Date            | Diffuseur           |              |                |              |          |          |                  |            |
| 2 janvier 2021  | RTP1 et RTP3        | —            | P              | —            | —        | —        | P                | —          |
| 2 janvier 2021  | TVI 24              | P            | —              | —            | —        | —        | —                | P          |
| 3 janvier 2021  | RTP1 et RTP3        | —            | —              | —            | —        | P        | P                | —          |
| 4 janvier 2021  | TVI et TVI 24       | P            | —              | —            | —        | —        | P                | —          |
| 4 janvier 2021  | SIC Notícias        | —            | P              | P            | —        | —        | —                | —          |
| 4 janvier 2021  | RTP3                | —            | —              | —            | P        | —        | —                | P          |
| 5 janvier 2021  | RTP1 et RTP3        | P            | —              | P            | —        | —        | —                | —          |
| 5 janvier 2021  | SIC Notícias        | —            | —              | —            | —        | P        | —                | P          |
| 5 janvier 2021  | RTP3                | —            | P              | —            | P        | —        | —                | —          |
| 6 janvier 2021  | SIC                 | —            | —              | —            | —        | —        | P                | P          |
| 6 janvier 2021  | TVI 24              | P            | —              | —            | —        | P        | —                | —          |
| 6 janvier 2021  | RTP3                | —            | —              | P            | P        | —        | —                | —          |
| 7 janvier 2021  | SIC                 | —            | P              | —            | —        | —        | —                | P          |
| 7 janvier 2021  | TVI 24              | —            | —              | P            | —        | P        | —                | —          |
| 7 janvier 2021  | RTP3                | —            | —              | —            | P        | —        | P                | —          |
| 8 janvier 2021  | TVI                 | —            | —              | P            | —        | —        | —                | P          |
| 8 janvier 2021  | RTP1                | P            | P              | —            | —        | —        | —                | —          |
| 8 janvier 2021  | RTP3                | —            | —              | —            | P        | P        | —                | —          |
| 9 janvier 2021  | RTP1                | —            | —              | P            | —        | —        | P                | —          |
| 9 janvier 2021  | SIC Notícias        | —            | P              | —            | —        | P        | —                | —          |
| 9 janvier 2021  | RTP3                | P            | —              | —            | P        | —        | —                | —          |
| 12 janvier 2021 | RTP1                | P            | P              | P            | P        | P        | P                | P          |
| 18 janvier 2021 | TSF, RR et Antena 1 | P            | P              | P            | P        | P        | P                | A          |

### Entretiens
Sont recensés les entretiens ayant eu lieu depuis septembre 2020 et ayant eu pour objet principal la campagne présidentielle de chaque candidat.
| Organisateur | Émission                          | Ferreira CDU | Matias BE, MAS | Gomes PAN, L | Tino RIR | Mayan IL | Marcelo PSD, CDS | Ventura CH |
| ------------ | --------------------------------- | ------------ | -------------- | ------------ | -------- | -------- | ---------------- | ---------- |
| Organisateur | Émission                          |              |                |              |          |          |                  |            |
| Porto Canal  | Presidenciais 2021 - Entrevistas  | 16 janv.     | 17 janv.       | 21 janv.     | 10 janv. | 22 janv. | 20 janv.         | 18 janv.   |
| RTP          | Presidenciais 2021 - Entrevistas, | 14 déc.      | 17 déc.        | 22 déc.      | 31 déc.  | 21 déc.  | 29 déc.          | 15 déc.    |
| SIC          | Isto é Gozar com Quem Trabalha    | 18 oct.      | 27 sept.       | 20 sept.     | 3 janv.  | 13 déc.  | ―                | ―          |
| TVI          | Goucha                            | 18 janv.     | 14 janv.       | 11 janv.     | 8 janv.  | 15 janv. | ―                | 7 janv.    |
| TVI          | Jornal das 8                      | 30 nov.      | 7 déc.         | 14 déc.      | 11 janv. | 23 nov.  | 21 déc.          | 16 nov.    |

## Sondages
| Sondeur                                                                               | Date                           | Échantillon | Abstention | Ferreira CDU | Matias BE, MAS | Gomes PAN, L | Tino RIR | Mayan IL | Marcelo PSD, CDS | Ventura CH | Autres | NSP    |
| ------------------------------------------------------------------------------------- | ------------------------------ | ----------- | ---------- | ------------ | -------------- | ------------ | -------- | -------- | ---------------- | ---------- | ------ | ------ |
| Sondeur                                                                               | Date                           | Échantillon | Abstention |              |                |              |          |          |                  |            |        |        |
| Pitagórica                                                                            | 18 au 21 janv. 2021            | 604         | ―          | 3,4 %        | 3,7 %          | 13,6 %       | 1,7 %    | 4,8 %    | 62,3 %           | 10,5 %     | ―      | ―      |
| Eurosondagem                                                                          | 18 au 21 janv. 2021            | 2 533       | ―          | 4,6 %        | 6,0 %          | 13,6 %       | 1,7 %    | 2,1 %    | 61,8 %           | 10,0 %     | ―      | ―      |
| Aximage                                                                               | 9 au 15 janv. 2021             | 1 183       | 58,4 %     | 5,0 %        | 4,3 %          | 15,4 %       | 1,5 %    | 3,3 %    | 59,7 %           | 9,7 %      | 1,1 %  | ―      |
| UCP / CESOP                                                                           | 11 au 14 janv. 2021            | 2 001       | ―          | 5,0 %        | 3,0 %          | 14,0 %       | 2,0 %    | 3,0 %    | 63,0 %           | 10,0 %     | ―      | ―      |
| Pitagórica                                                                            | 29 déc. 2020 au 10 janv. 2021  | 629         | ―          | 3,2 %        | 4,0 %          | 10,8 %       | 2,1 %    | 2,3 %    | 66,7 %           | 11,0 %     | ―      | ―      |
| Eurosondagem                                                                          | 3 au 7 janv. 2021              | 2 521       | ―          | 5,2 %        | 6,6 %          | 14,8 %       | 1,0 %    | 2,0 %    | 60,2 %           | 10,1 %     | ―      | ―      |
| Pitagórica                                                                            | 22 déc. 2020 au 3 janv. 2021   | 629         | ―          | 2,6 %        | 4,3 %          | 11,4 %       | 0,4 %    | 2,1 %    | 67,9 %           | 11,4 %     | ―      | ―      |
| Officialisation de 7 candidatures par le Tribunal constitutionnel (30 décembre 2020). |                                |             |            |              |                |              |          |          |                  |            |        |        |
| Pitagórica                                                                            | 17 au 27 déc. 2020             | 629         | ―          | 2,4 %        | 3,8 %          | 11,0 %       | 0,6 %    | 1,4 %    | 56,0 %           | 8,9 %      | 4,0 %  | 11,9 % |
| Aximage                                                                               | 19 au 22 déc. 2020             | 812         | 61,5 %     | 7,5 %        | 5,6 %          | 15,4 %       | ―        | 1,1 %    | 61,4 %           | 8,0 %      | 1,0 %  | ―      |
| Pitagórica                                                                            | 10 au 20 déc. 2020             | 629         | 56,6 %     | 3,5 %        | 5,1 %          | 10,9 %       | 0,8 %    | 1,0 %    | 68,0 %           | 10,7 %     | 2,1 %  | ―      |
| Intercampus                                                                           | 14 au 18 déc. 2020             | 603         | ―          | 3,3 %        | 4,5 %          | 12,1 %       | ―        | 3,2 %    | 58,4 %           | 10,9 %     | 4,8 %  | 2,8 %  |
| Eurosondagem                                                                          | 14 au 17 déc. 2020             | 2 020       | 20,8 %     | 5,0 %        | 6,7 %          | 13,3 %       | ―        | 2,0 %    | 62,5 %           | 10,5 %     | ―      | ―      |
| UCP / CESOP                                                                           | 4 au 11 déc. 2020              | 1 315       | ―          | 5,0 %        | 5,0 %          | 13,0 %       | ―        | 1,0 %    | 68,0 %           | 8,0 %      | ―      | ―      |
| Marcelo Rebelo de Sousa annonce sa candidature (7 décembre 2020).                     |                                |             |            |              |                |              |          |          |                  |            |        |        |
| Aximage                                                                               | 23 au 26 nov. 2020             | 647         | 57,2 %     | 2,1 %        | 5,9 %          | 16,3 %       | 0,1 %    | 1,1 %    | 62,1 %           | 6,6 %      | 2,1 %  | 3,7 %  |
| ICS / ISCTE                                                                           | 11 au 25 nov. 2020             | 802         | ―          | 5,0 %        | 7,0 %          | 13,0 %       | ―        | ―        | 66,0 %           | 9,0 %      | 1,0 %  | ―      |
| Eurosondagem                                                                          | 16 au 19 nov. 2020             | 1 525       | ―          | 4,1 %        | 6,0 %          | 8,3 %        | ―        | 1,1 %    | 51,9 %           | 8,3 %      | 2,7 %  | 17,6 % |
| Intercampus                                                                           | 9 au 16 nov. 2020              | 622         | ―          | 2,3 %        | 8,7 %          | 16,1 %       | ―        | 1,6 %    | 56,6 %           | 10,5 %     | 2,9 %  | 1,4 %  |
| Aximage                                                                               | 23 au 25 oct. 2020             | 694         | ―          | 1,6 %        | 4,7 %          | 17,2 %       | 0,3 %    | 1,5 %    | 62,7 %           | 7,6 %      | 4,5 %  | ―      |
| Eurosondagem                                                                          | 12 au 15 oct. 2020             | 1 072       | ―          | 4,4 %        | 6,8 %          | 8,0 %        | [ S 4 ]  | 0,8 %    | 49,1 %           | 8,9 %      | 2,4 %  | 19,6 % |
| Intercampus                                                                           | 6 au 11 oct. 2020              | 609         | ―          | 2,6 %        | 6,1 %          | 17,2 %       | ―        | 1,5 %    | 56,2 %           | 8,2 %      | 4,1 %  | 4,1 %  |
| João Ferreira annonce sa candidature (12 septembre 2020).                             |                                |             |            |              |                |              |          |          |                  |            |        |        |
| Intercampus                                                                           | 4 au 9 sept. 2020              | 614         | ―          | ―            | 6,2 %          | 14,0 %       | ―        | 0,5 %    | 60,3 %           | 9,4 %      | 7,5 %  | 2,1 %  |
| Ana Gomes et Vitorino Silva annoncent leurs candidatures (8 septembre 2020).          |                                |             |            |              |                |              |          |          |                  |            |        |        |
| Marisa Matias annonce sa candidature (5 septembre 2020).                              |                                |             |            |              |                |              |          |          |                  |            |        |        |
| Intercampus                                                                           | 6 au 11 août 2020              | 601         | ―          | ―            | 4,2 %          | 8,7 %        | ―        | ―        | 67,7 %           | 10,1 %     | 6,8 %  | 2,5 %  |
| Tiago Mayan Gonçalves annonce sa candidature (25 juillet 2020).                       |                                |             |            |              |                |              |          |          |                  |            |        |        |
| Intercampus                                                                           | 8 au 13 juill. 2020            | 620         | ―          | ―            | 4,0 %          | 9,7 %        | ―        | ―        | 70,8 %           | 5,0 %      | 6,6 %  | 3,9 %  |
| Aximage                                                                               | 7 au 8 juill. 2020             | 600         | 46,0 %     | ―            | 4,0 %          | 13,0 %       | ―        | ―        | 65,0 %           | 7,0 %      | 7,0 %  | 4,0 %  |
| Eurosondagem                                                                          | 15 au 18 juin 2020             | 1 072       | ―          | ―            | 5,8 %          | 5,8 %        | ―        | ―        | 58,4 %           | 6,1 %      | 7,9 %  | 16,0 % |
| Intercampus                                                                           | 9 au 13 juin 2020              | 610         | ―          | ―            | 5,4 %          | 10,8 %       | ―        | ―        | 62,6 %           | 9,8 %      | 10,2 % | 1,1 %  |
| Intercampus                                                                           | 5 au 9 mai 2020                | 620         | ―          | ―            | 4,4 %          | 8,2 %        | ―        | ―        | 64,5 %           | 7,4 %      | 7,7 %  | 7,7 %  |
| Eurosondagem                                                                          | 20 au 23 avril 2020            | 1 048       | ―          | ―            | 5,8 %          | 6,8 %        | ―        | ―        | 57,3 %           | 4,5 %      | 25,6 % | 25,6 % |
| Intercampus                                                                           | 11 au 17 février 2020          | 614         | ―          | ―            | 4,6 %          | 8,8 %        | ―        | ―        | 58,5 %           | 9,3 %      | 10,7 % | 6,8 %  |
| André Ventura annonce sa candidature (8 février 2020).                                |                                |             |            |              |                |              |          |          |                  |            |        |        |
| Intercampus                                                                           | 19 au 24 janvier 2020          | 619         | ―          | ―            | 7,4 %          | ―            | ―        | ―        | 68,5 %           | 8,7 %      | 9,3 %  | 4,4 %  |
| Aximage                                                                               | 29 novembre au 3 décembre 2019 | 601         | 12,0 %     | ―            | ―              | 3,5 %        | ―        | ―        | 79,1 %           | 3,3 %      | 9,0 %  | 5,0 %  |

## Résultats

### Nationaux
|                          | Marcelo Rebelo de Sousa  | PPD/PSD                  | 2 531 692  | 60,66 |  |  |
|                          | Ana Gomes                | PS                       | 540 823    | 12,96 |  |  |
|                          | André Ventura            | CH                       | 497 746    | 11,93 |  |  |
|                          | João Ferreira            | PCP                      | 179 764    | 4,31  |  |  |
|                          | Marisa Matias            | BE                       | 165 127    | 3,96  |  |  |
|                          | Tiago Mayan Gonçalves    | IL                       | 134 991    | 3,23  |  |  |
|                          | Vitorino Silva           | RIR                      | 123 031    | 2,95  |  |  |
|                          |                          |                          |            |       |  |  |
| Votes valides            | Votes valides            | Votes valides            | 4 173 174  | 98,00 |  |  |
| Votes blancs             | Votes blancs             | Votes blancs             | 47 164     | 1,11  |  |  |
| Votes nuls               | Votes nuls               | Votes nuls               | 38 018     | 0,89  |  |  |
| Total                    | Total                    | Total                    | 4 258 356  | 100   |  |  |
| Abstention               | Abstention               | Abstention               | 6 589 078  | 60,74 |  |  |
| Inscrits / participation | Inscrits / participation | Inscrits / participation | 10 847 434 | 39,26 |  |  |

### Par circonscription
| Circonscription              | Circonscription  | Participation | Ferreira CDU | Matias BE, MAS | Gomes PAN, L | Tino RIR | Mayan IL | Marcelo PSD, CDS | Ventura CH |
| ---------------------------- | ---------------- | ------------- | ------------ | -------------- | ------------ | -------- | -------- | ---------------- | ---------- |
| Circonscription              | Circonscription  | Participation |              |                |              |          |          |                  |            |
| Aveiro                       | Aveiro           | 42,78 %       | 2,34 %       | 3,87 %         | 11,82 %      | 3,59 %   | 3,10 %   | 65,66 %          | 9,62 %     |
| Beja                         | Beja             | 43,94 %       | 15,02 %      | 3,61 %         | 10,70 %      | 1,83 %   | 1,35 %   | 51,30 %          | 16,19 %    |
| Braga                        | Braga            | 48,52 %       | 2,78 %       | 3,43 %         | 12,20 %      | 3,71 %   | 3,25 %   | 63,93 %          | 10,70 %    |
| Bragance                     | Bragance         | 33,28 %       | 2,26 %       | 3,44 %         | 10,76 %      | 3,67 %   | 1,88 %   | 60,38 %          | 17,59 %    |
| Castelo Branco               | Castelo Branco   | 43,33 %       | 3,52 %       | 4,14 %         | 11,55 %      | 2,63 %   | 2,08 %   | 62,13 %          | 13,95 %    |
| Coimbra                      | Coimbra          | 42,37 %       | 3,85 %       | 5,48 %         | 13,02 %      | 2,66 %   | 2,53 %   | 62,44 %          | 10,01 %    |
| Évora                        | Évora            | 43,60 %       | 10,80 %      | 3,59 %         | 10,30 %      | 1,82 %   | 2,03 %   | 54,70 %          | 16,76 %    |
| Faro                         | Faro             | 42,11 %       | 4,24 %       | 4,88 %         | 11,74 %      | 2,53 %   | 2,59 %   | 57,33 %          | 16,69 %    |
| Guarda                       | Guarda           | 37,41 %       | 2,46 %       | 3,47 %         | 10,44 %      | 3,35 %   | 1,91 %   | 64,04 %          | 14,33 %    |
| Leiria                       | Leiria           | 44,70 %       | 3,19 %       | 4,00 %         | 10,45 %      | 3,06 %   | 2,87 %   | 63,94 %          | 12,50 %    |
| Lisbonne                     | Lisbonne         | 50,97 %       | 5,07 %       | 3,80 %         | 14,52 %      | 1,89 %   | 4,08 %   | 57,80 %          | 12,85 %    |
| Portalegre                   | Portalegre       | 42,23 %       | 7,27 %       | 3,13 %         | 10,22 %      | 1,85 %   | 1,78 %   | 55,71 %          | 20,04 %    |
| Porto                        | Porto            | 48,10 %       | 3,26 %       | 3,98 %         | 15,58 %      | 4,46 %   | 4,29 %   | 60,01 %          | 8,42 %     |
| Santarém                     | Santarém         | 44,90 %       | 4,96 %       | 3,74 %         | 9,81 %       | 2,74 %   | 2,26 %   | 60,74 %          | 15,76 %    |
| Setúbal                      | Setúbal          | 46,55 %       | 8,94 %       | 4,35 %         | 13,37 %      | 1,99 %   | 2,31 %   | 56,17 %          | 12,86 %    |
| Viana do Castelo             | Viana do Castelo | 38,49 %       | 3,19 %       | 3,69 %         | 11,57 %      | 4,01 %   | 2,51 %   | 63,66 %          | 11,38 %    |
| Vila Real                    | Vila Real        | 35,81 %       | 2,53 %       | 3,26 %         | 11,42 %      | 3,51 %   | 2,08 %   | 63,50 %          | 13,70 %    |
| Viseu                        | Viseu            | 37,26 %       | 2,20 %       | 3,34 %         | 10,39 %      | 3,64 %   | 2,02 %   | 65,25 %          | 13,16 %    |
| Régions autonomes insulaires |                  |               |              |                |              |          |          |                  |            |
| Açores                       | Açores           | 36,07 %       | 1,90 %       | 3,94 %         | 11,09 %      | 1,95 %   | 2,07 %   | 69,67 %          | 9,38 %     |
| Madère                       | Madère           | 42,71 %       | 1,72 %       | 4,26 %         | 7,88 %       | 1,84 %   | 2,30 %   | 72,16 %          | 9,85 %     |
| Portugais de l'étranger      |                  |               |              |                |              |          |          |                  |            |
| Europe                       | Europe           | 1,96 %        | 4,38 %       | 6,97 %         | 23,05 %      | 2,08 %   | 6,65 %   | 44,27 %          | 12,59 %    |
| Hors d'Europe                | Afrique          | 3,43 %        | 1,87 %       | 2,26 %         | 10,34 %      | 0,98 %   | 5,28 %   | 59,68 %          | 19,58 %    |
| Hors d'Europe                | Amériques        | 1,32 %        | 2,06 %       | 3,11 %         | 8,98 %       | 0,55 %   | 2,90 %   | 70,92 %          | 11,48 %    |
| Hors d'Europe                | Asie-Océanie     | 2,09 %        | 3,28 %       | 3,77 %         | 24,21 %      | 1,95 %   | 7,79 %   | 48,05 %          | 10,95 %    |